# Greta Almroth
Greta Almroth, née le 15 avril 1888 à Stockholm (Suède), ville où elle est morte le 24 juillet 1981, est une actrice suédoise.

## Biographie

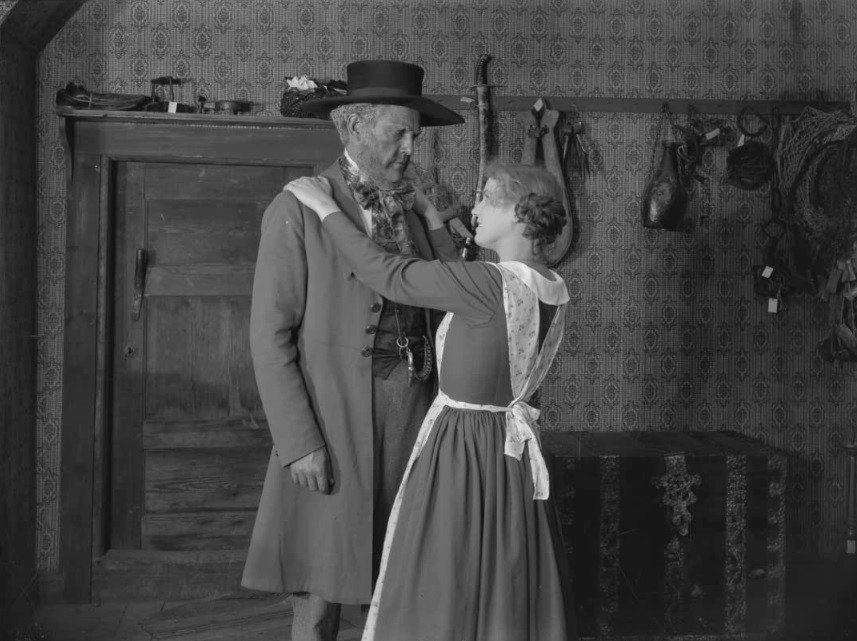
Avec Victor Sjöström,
dans Maître Samuel (1920)

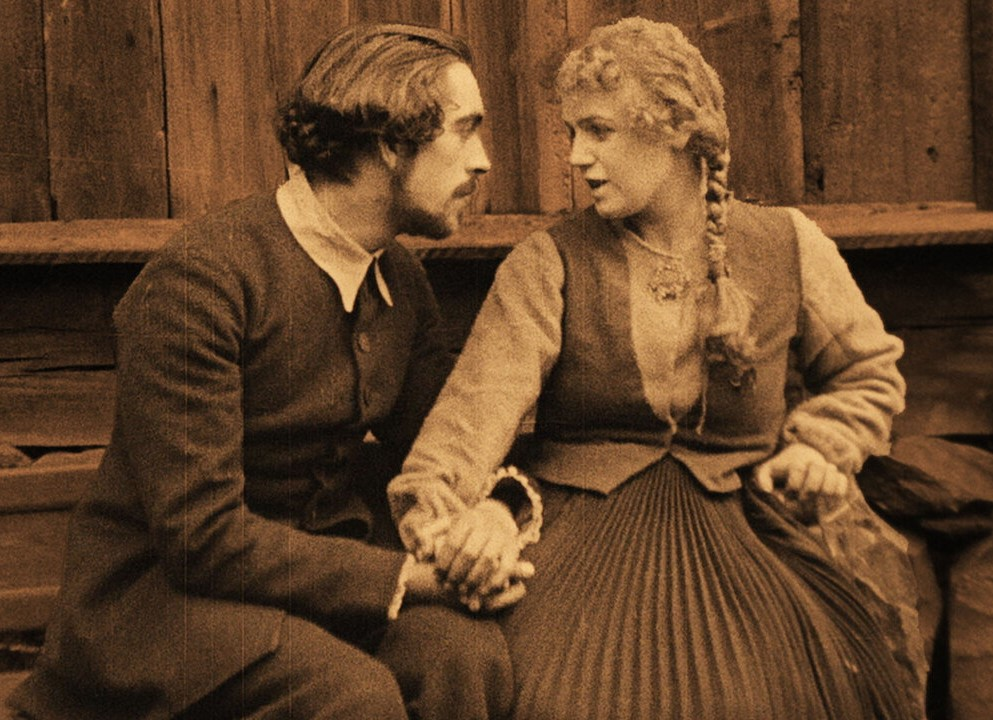
Avec Einar Rød,
dans La Quatrième Alliance de Dame Marguerite (1920)

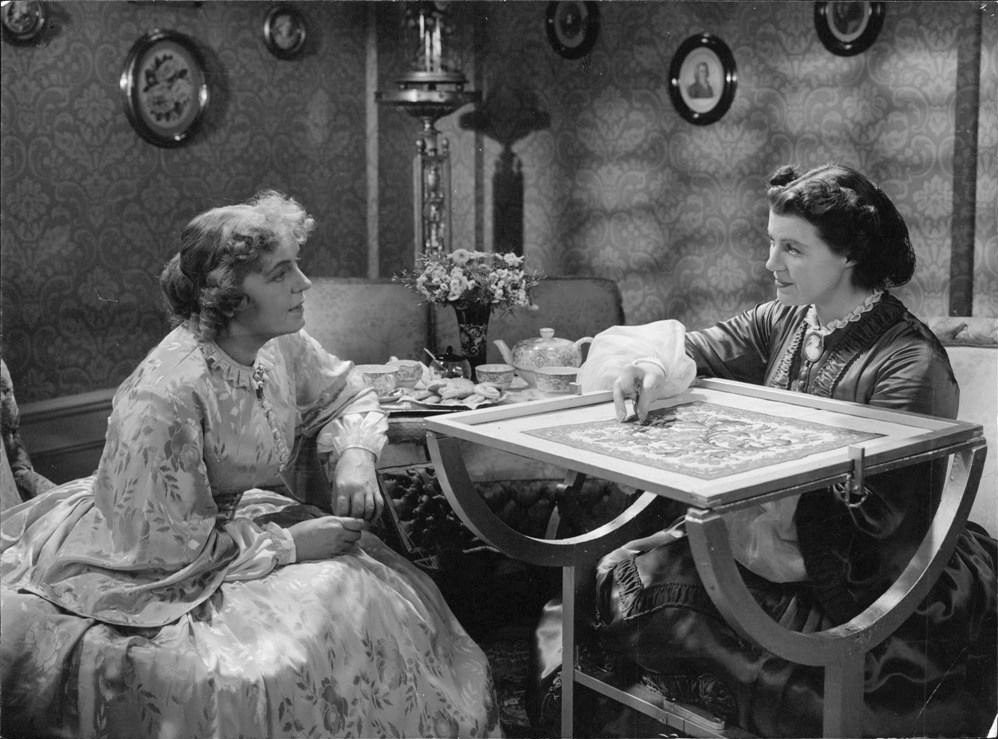
Greta Almroth (à g.) et Märta Ekström, dans John Ericsson, segraren vid Hampton roads (1937)

Après des débuts au théâtre en 1908, Greta Almroth contribue au cinéma à vingt-huit films muets suédois sortis entre 1912 et 1924, majoritairement réalisés par Victor Sjöström, dont Les Vautours de la mer (1915, avec Richard Lund), La Fille de la tourbière (1917, avec Lars Hanson et Karin Molander) et Maître Samuel (1920, avec le réalisateur et Concordia Selander).
Mentionnons également Le Chant de la fleur écarlate de Mauritz Stiller (1919, avec Lars Hanson et Edith Erastoff) et La Quatrième Alliance de Dame Marguerite de Carl Theodor Dreyer (1920).
Quasiment retirée de l'écran ensuite, elle y revient néanmoins dans quatre autres films suédois parlants, le premier sorti en 1934, le dernier en 1940. Entretemps, citons John Ericsson, segraren vid Hampton roads (en) de Gustaf Edgren (1937, avec Victor Sjöström dans le rôle-titre et Anders Henrikson).
Greta Almroth meurt en 1981, à 93 ans.

## Filmographie partielle

### Réalisations deVictor Sjöström
- 1912 : Ett hemligt giftermål eller Bekännelsen på dödsbädden : la nounou
- 1913 : La Voix du sang (Blodets röst) : Ruth
- 1914 : Dömen icke : Clara
- 1914 : Högfjällets dotter : Waina
- 1914 : Hjärtan som mötas : la sœur d'Albert
- 1915 : Sonad skuld
- 1915 : Les Vautours de la mer : Gabriele
- 1915 : Sonad skuld : la fille de Hans
- 1917 : La Fille de la tourbière (Tösen från stormyrtorpet) : Helga
- 1919 : Le Testament de sa Grâce (Hans nåds testamente) : Blenda
- 1920 : Maître Samuel : Tora

### Autres réalisateurs
- 1915 : Hans hustrus förflutna (sv) de Mauritz Stiller : Eva Falk
- 1916 : Lyckonålen (sv) de Mauritz Stiller : Nelly
- 1917 : Envar sin egen lyckas smed (sv) d'Egil Eide : Anna
- 1919 : Le Chant de la fleur écarlate (Sången om den eldröda blomman) de Mauritz Stiller : Annikki
- 1920 : La Quatrième Alliance de Dame Marguerite (Prästänkan) de Carl Theodor Dreyer : Mari
- 1934 : Havets melodi (en) de John W. Brunius : Anna
- 1937 : John Ericsson, segraren vid Hampton roads (en) de Gustaf Edgren : l'amie d'Amelia en Angleterre
- 1940 : Västkustens hjältar (en) de Lau Lauritzen Jr. et Alice O'Fredericks : Karin Larsson